# Principali siti minerari della Vallonia
I Principali siti minerari della Vallonia sono una serie di 4 antichi siti minerari localizzati in Belgio, nella regione della Vallonia.
I siti sono stati scelti dall'UNESCO perché rappresentano degli esempi caratteristici della architettura industriale dei primi tempi della rivoluzione industriale, dove si può notare una buona integrazione tra la parte industriale e lavorativa e quella abitativa.

## Elenco dei siti[1]
| Serial ID Number | Nome           | Coordinate           | Località         | Area (Ha) | Zona di cuscinetto (Ha) |
| ---------------- | -------------- | -------------------- | ---------------- | --------- | ----------------------- |
| 1344rev-001      | Le Grand-Hornu | 50°26′07″N 3°50′18″E | Hornu            | 15.86     | 47.81                   |
| 1344rev-002      | Bois-du-Luc    | 50°28′17″N 4°08′58″E | Houdeng-Aimeries | 62.55     | 100.21                  |
| 1344rev-003      | Bois du Cazier | 50°22′40″N 4°26′27″E | Marcinelle       | 26.88     | 104.06                  |
| 1344rev-004      | Blegny-Mine    | 50°41′10″N 5°43′21″E | Trembleur        | 12.78     | 92.62                   |

L'8 agosto 1956 la miniera di Bois du Cazier fu teatro del terribile disastro di Marcinelle.

## Immagini dei 4 siti

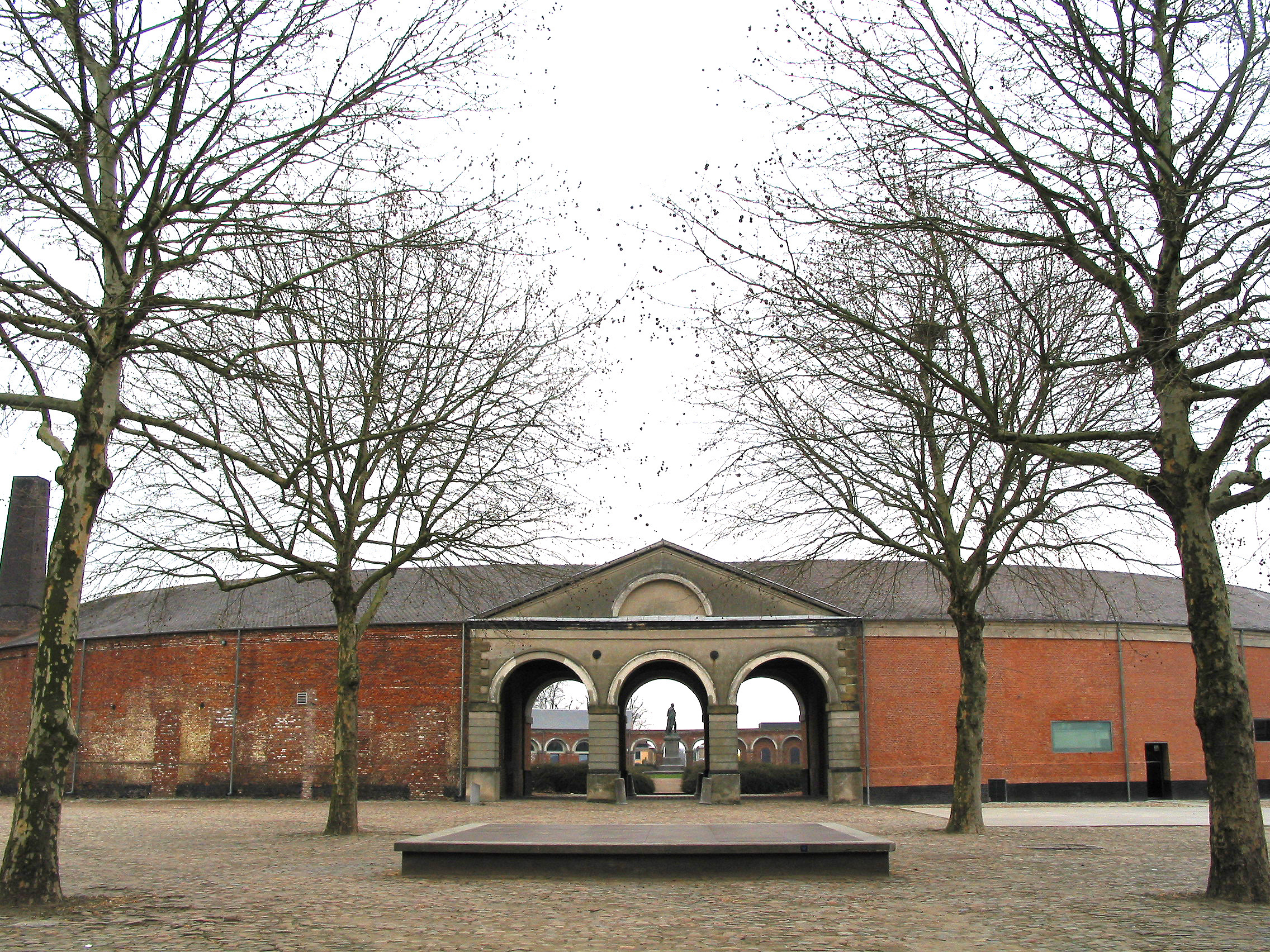
Le Grand-Hornu
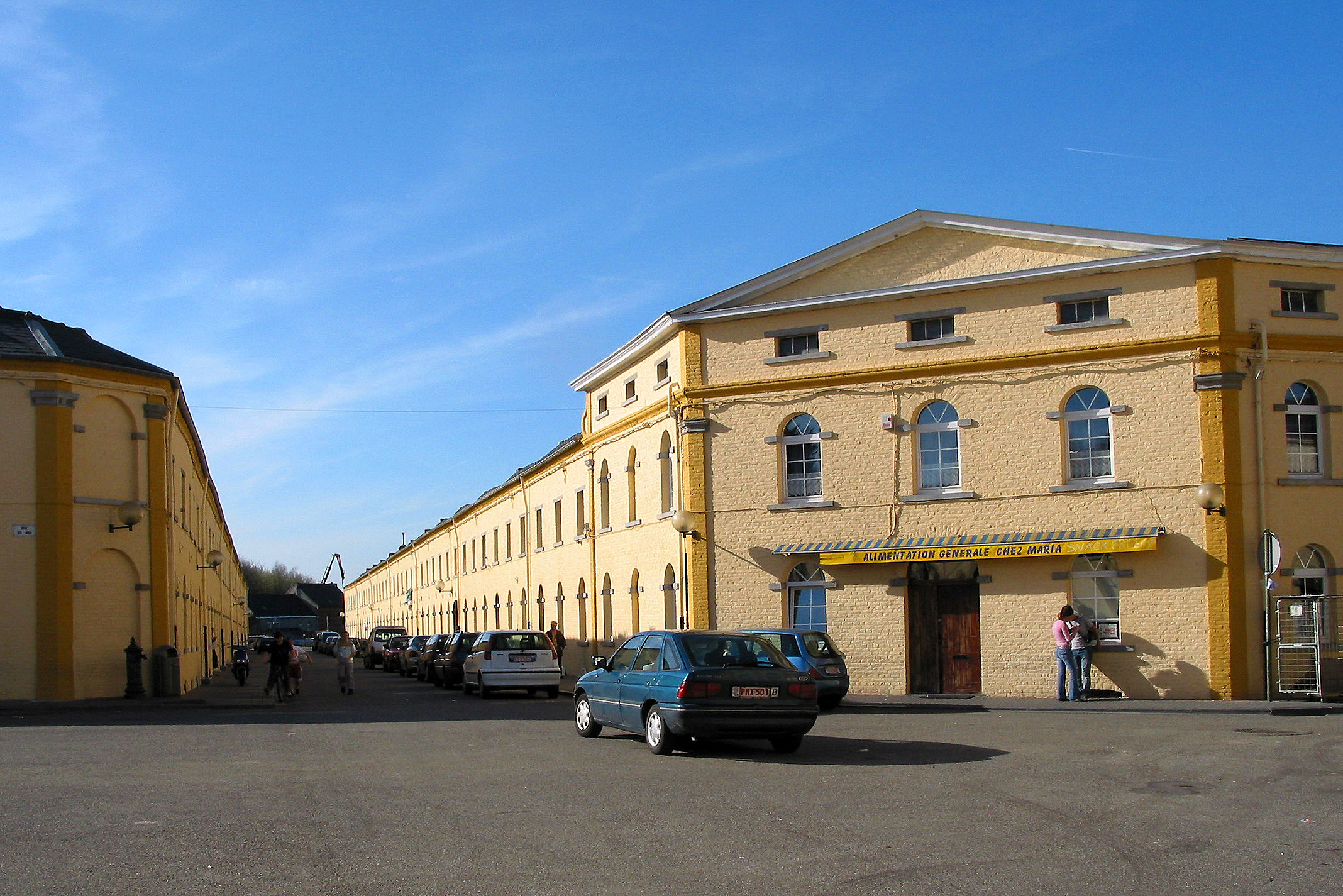
Bois-du-Luc
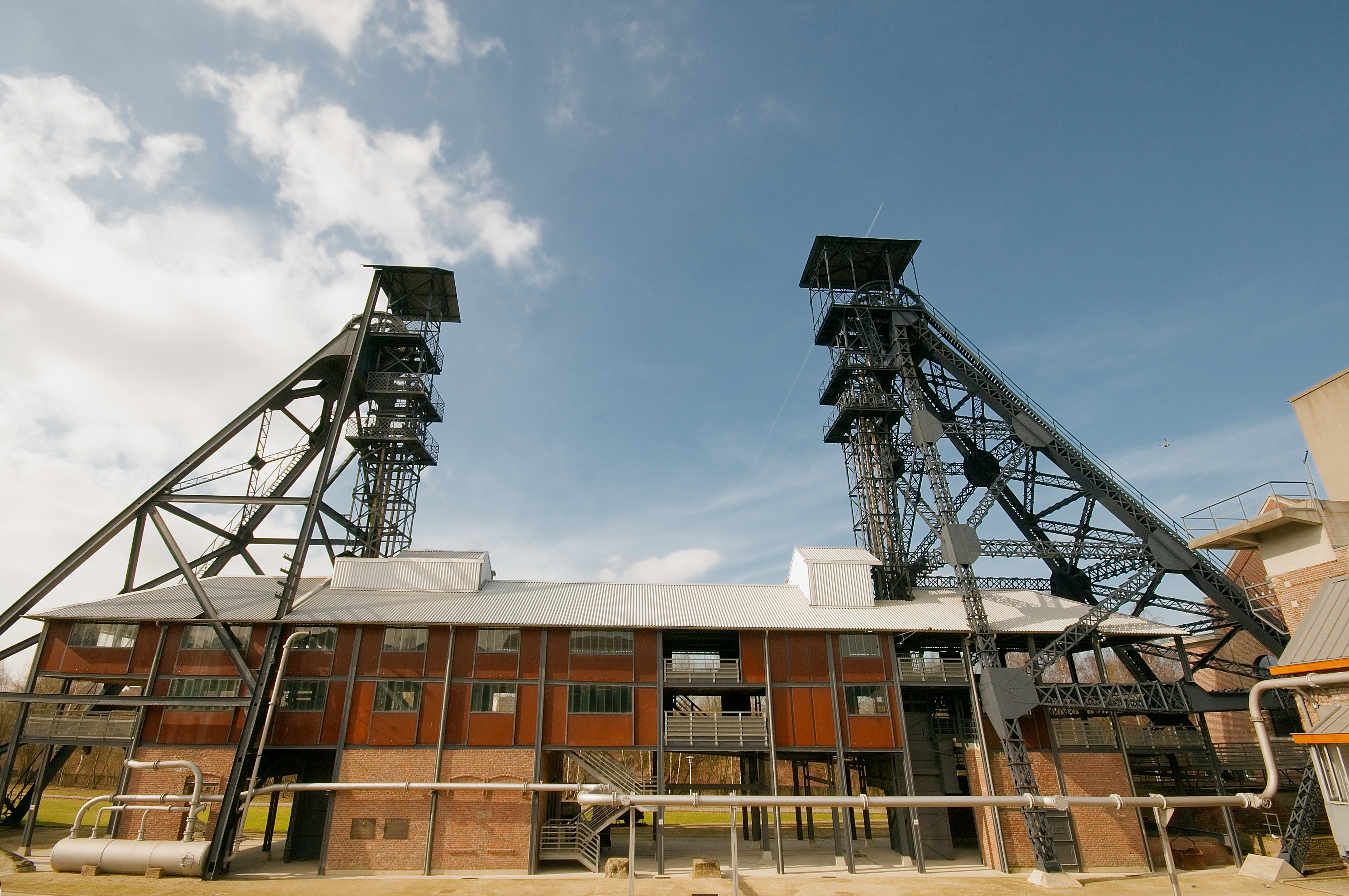
Bois du Cazier
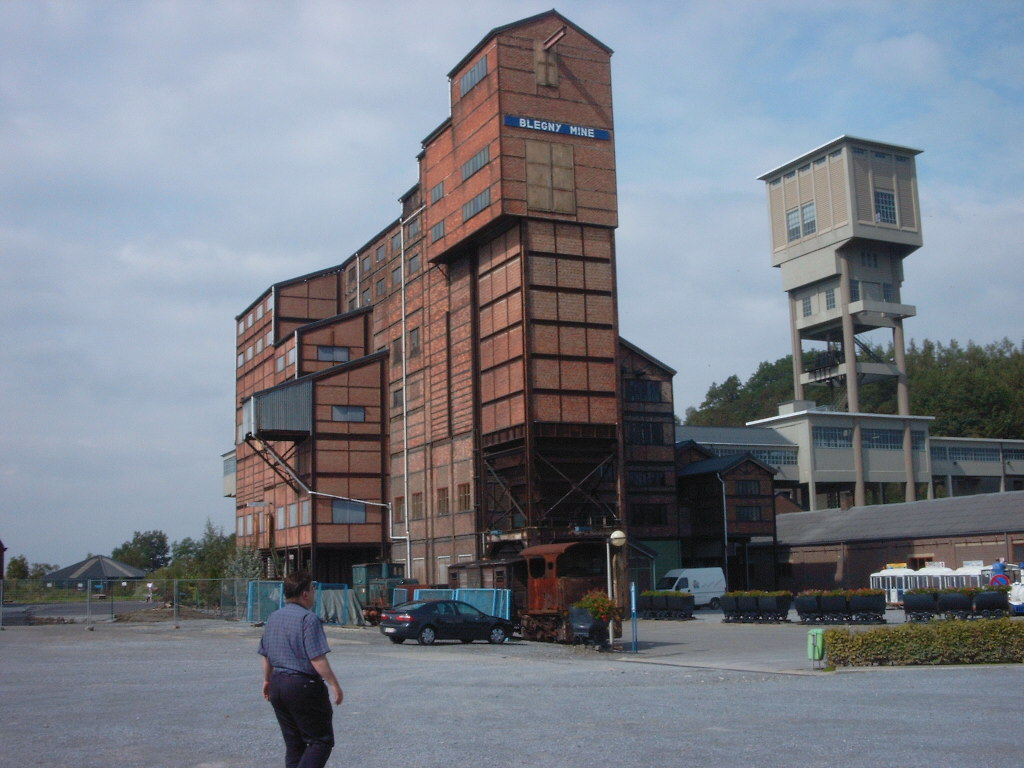
Blegny-Mine